# GOA
GOA（ゴア）は、トヨタ自動車の衝突安全ボディーの通称で、Global Outstanding Assessment（クラス世界トップレベルを追求している安全性評価）の頭文字。

## 概要
考え方はフルラップ前面衝突はもとより重傷、死亡に至る事故発生頻度が高いオフセット前面衝突と 側面衝突における乗員保護性能と生存空間の確保。その性能では日本はもとより、最新の欧米の安全基準なども踏まえたより厳しいトヨタ独自の性能目標を設定し、2トンクラスの乗用車との55km/hでの前面、側面、後面の衝突試験を全車種で行い、これをクリアすることで各クラス世界トップレベルの安全性を追求している。
1995年12月にモデルチェンジを実施したスターレット（P90型）を皮切りに順次採用している。2021年3月現在、トラックや一部のバン、マイクロバス（いずれも日野自動車のOEMを含む）、軽自動車（全てダイハツ工業のOEM）を除く新車で購入可能なトヨタの全車両はGOAを採用している。
同様のコンセプトは自動車各社が実施している。詳細は衝突安全ボディーを参照のこと。